# اللغة التوفانية
لغة التوفان أو اللغة التوفانية (التوفانية: Тыва дыл)، هي لغةٌ أتراكيةٌ محكيةٌ في جمهورية توفا في الجنوب الأوسط من سيبيريا في روسيا. استعارت لغة التوفان الكثير من الجذور من اللغة المنغولية، والتبتية، وحديثاً من الروسية. ثمة مجموعات صغيرةٌ من الشتات التوفاني، وهي منتشرةٌ في منغوليا والصين، ويتكلم أفرادها اللغة التوفانية بلهجاتٍ مميزة.

## التصنيف
تُصنّف التوفانية ضمن مجموعة اللغات الأتراكية الشمالية الشرقية أو الأتراكية السيبيرية، والتي تضم كلاً من لغات الشور، والتشوليم، والخاكاس، والتوفا، والساخا (لغة ياقوتية)، والدولغان. شقيقتها الأكثر قرباً هي لغة التوفا الآيلة للاندثار. تُقسم لغة التوفان إلى أربع لهجاتٍ أساسية; الغربية، الوسطى، الشمالية الشرقية، الجنوبية الشرقية، وتشكل اللهجة الوسطى الأساسَ للّغة التوفانية الأدبية.

## المفردات
يتميز البناء المفرداتي للغة التوفان بسمةٍ أتراكيةٍ طاغية، غير أنه يحتوي على كميةٍ مهمةٍ من الاستعارات المنغولية أيضاً. استعارت التوفانية العديد من اللواحق من اللغة المنغولية، كما توجد فيها طبقةٌ تحتيةٌ من اللغتين الكيتية والسامودية. تم وضع قاموسٍ ناطقٍ للّغة التوفانية من قبل معهد اللغات الحية ( Living Tongues Institute).

## توأمة
للغة التوفان اتفاقيات توأمة مع:
- باستو